# لارس لوندكفيست
لارس لوندكفيست (بالدنماركية: Lars Lundkvist)‏ هو لاعب كرة قدم دنماركي، ولد في 14 يونيو 1957 في آرهوس في الدنمارك. لعب مع IK Skovbakken ‏.